# Jan Brandwijk
Jan A. Brandwijk (Rotterdam, 19 juni 1932 - 25 oktober 2017) was een Nederlands organist.

## Opleiding
Zijn eerste muziekonderricht ontving hij op 5-jarige leeftijd van zijn vader (organist te Rotterdam Charlois). Hij volgde zijn opleiding aan de toonkunst-muziekschool waar hij orgellessen kreeg van Wim Kooij en piano bij de heer Martens. Daarna ging hij over naar het Rotterdams Conservatorium waar hij orgel ging studeren bij Piet van den Kerkhoff en piano bij de heer A. van de Rosière. Na 4 jaar mocht hij zijn einddiploma al in ontvangst nemen. Daarna ging hij studeren bij Simon C. Jansen te Amsterdam. Directie en piano studeerde hij verder bij A. van de Rosière en klavecimbel bij Janny van Wering.

## Werkzaamheden
Jan Brandwijk was als organist verbonden aan de Duyststraatkerk te Rotterdam-Delfshaven, de Maranathakerk te Overschie, de Salvatorkerk te Hillegersberg en aan de Verrijzeniskerk te Rotterdam-Alexanderpolder.
Vanaf 1963 is Jan Brandwijk leraar aan de Capelse, Ridderkerkse en Rotterdamse Muziekschool en aan de Muziek MAVO geweest. Voor de muziekscholen verzorgde hij vele exameneisen en examenvragen. Op vele Europese concoursen is hij opgetreden als jurylid. Buitenlandse concertreizen brachten hem naar Denemarken, Duitsland en België. Tijdens zijn loopbaan werkte hij samen met musici als Frans Brüggen, Samuel Brill, Arie Pronk en vele anderen. Regelmatig was hij te horen op de NCRV en AVRO-radio. Het culturele radioprogramma In de Notendop gebruikte jarenlang als openingstune en uitvoering van de Sonata di Chiesa van Hendrik Andriessen gespeeld door Jan Brandwijk. Naast zijn actieve carrière als organist en docent is hij ook jarenlang als dirigent verbonden geweest aan verscheidene koren. Ook schreef hij werken voor koor en orgel.

## Onderscheiding
In 1991 werd hij onderscheiden tijdens de jaarlijkse lintjesregen met de Ere-medaille in goud verbonden aan de Orde van Oranje-Nassau. Deze onderscheiding werd uitgereikt door de toenmalige burgemeester van Rotterdam Bram Peper.